# Barbara Kopyt
Barbara Kopyt (ur. 5 września 1935 w Ciechanowie) – polska strzelczyni, mistrzyni świata.
Była m.in. zawodniczką Gwardii Olsztyn i KKS Granicy Kętrzyn. Wielokrotna rekordzistka i mistrzyni Polski.
Kopyt jest medalistką mistrzostw świata. Jedyny medal wywalczyła na turnieju w 1966 roku w Wiesbaden w zawodach drużynowych. Wraz z Eulalią Zakrzewską i Bożeną Wziętek zdobyła złoty medal w karabinie standardowym leżąc z 50 metrów (jej wynik – 580 punktów, był drugim rezultatem polskiej drużyny). Na tym samym turnieju zajęła także 8. miejsce indywidualnie w karabinie standardowym w trzech pozycjach z 50 metrów (538 punktów). Osiągnięcia te dały Barbarze Kopyt zwycięstwo w plebiscycie Głosu Olsztyńskiego na najpopularniejszego sportowca województwa olsztyńskiego roku 1966 (łącznie była czterokrotnie w najlepszej dziesiątce tego zestawienia). Do 2018 roku (do czasu startu Macieja Kowalewicza) była ostatnią osobą z województwa, która uczestniczyła w mistrzostwach świata w strzelectwie.
Indywidualnie zdobyła brązowy medal w karabinie dowolnym leżąc z 50 metrów podczas mistrzostw Europy w 1965 roku (588 punktów). 